# Nazionale maschile di roller derby della Nuova Zelanda
La nazionale di roller derby maschile della Nuova Zelanda è la selezione maggiore maschile di roller derby, il cui nickname è Team New Zealand o New Zealand Men's Black Skates, che rappresenta la Nuova Zelanda nelle varie competizioni ufficiali o amichevoli riservate a squadre nazionali. Si è ritirata prima dell'inizio del campionato mondiale di roller derby maschile 2014.

## Risultati
Legenda: Grassetto: Risultato migliore, Corsivo: Mancate partecipazioni

## Dettaglio stagioni

### Amichevoli
| Stagione | Vin | Par | Per | Tot | PF  | PS  | avversaria                   |
| -------- | --- | --- | --- | --- | --- | --- | ---------------------------- |
| 2012     | 0   | 0   | 1   | 1   | 68  | 250 | Auckland Roller Derby League |
| 2013     | 0   | 0   | 1   | 1   | 122 | 330 | Australia                    |
|          |     |     |     |     |     |     |                              |
| Totale   | 0   | 0   | 2   | 2   | 190 | 580 |                              |

#### Mondiali
| Stagione | regular season | regular season | regular season | regular season | regular season | regular season | playoff | playoff | playoff | playoff | playoff | playoff   | playoff    |
|          | Vin            | Par            | Per            | Tot            | PF             | PS             | Vin     | Per     | Tot     | PF      | PS      | risultato | avversaria |
| -------- | -------------- | -------------- | -------------- | -------------- | -------------- | -------------- | ------- | ------- | ------- | ------- | ------- | --------- | ---------- |
| 2016     |                |                |                |                |                |                |         |         |         |         |         |           |            |
|          |                |                |                |                |                |                |         |         |         |         |         |           |            |
| Totale   | 0              | 0              | 3              | 3              | 131            | 619            | 0       | 2       | 2       | 261     | 556     |           |            |

### Riepilogo bout disputati
| Anno | Luogo    | Evento     | Fase del torneo | Incontro                                                 | Risultato |
| 2012 | Auckland | Amichevole |                 | Auckland Roller Derby League (femminile) - Nuova Zelanda | 250 - 68  |
| 2013 | Sydney   | Amichevole |                 | Australia - Nuova Zelanda                                | 330 - 122 |

## Confronti con le altre Nazionali
Questi sono i saldi della Nuova Zelanda nei confronti delle Nazionali incontrate.

### Saldo negativo
| Nazionale | Giocate | Vinte | Pareggiate | Perse | PF  | PS  | Ultima vittoria | Ultimo pari | Ultima sconfitta |
| --------- | ------- | ----- | ---------- | ----- | --- | --- | --------------- | ----------- | ---------------- |
| Australia | 1       | 0     | 0          | 1     | 122 | 330 | -               | -           | 2013             |